# Flight-Plan
Flight-Plan (フライト･プラン) est un studio de développement de jeux vidéo japonais fondé en 1989, disparu en 2010 et basé à Gifu.

## Ludographie
- Metamor Jupiter - (1993, Turbo CD)
- CAL III: Kanketsuhen - (1994, Turbo CD)
- Chiki Chiki Boys - (1994, Turbo CD)
- Dōkyūsei- (1995, Turbo CD)
- Dōkyūsei if - (1996, Saturn)
- Dōkyūsei 2 - (1997, Saturn)
- Refrain Love - (1997, Saturn)
- NOel 3: Mission on the Line - (1998, PlayStation/Saturn)
- Dragon Shadow Spell - (2007, PlayStation 2)
- Eternal Poison - (2008, PlayStation 2)
- Shining Force Feather - (2009, Nintendo DS)
- Sacred Blaze - (2009, PlayStation 2)

Black/Matrix
- Black/Matrix - (1998, Saturn)
- Black/Matrix AD - (1999, Dreamcast)
- Black/Matrix Cross - (2000, PlayStation)
- Black/Matrix Zero - (2002, Game Boy Advance)
- Black/Matrix 2 - (2002, PlayStation 2)
- Black/Matrix 00 - (2004, PlayStation)

Summon Night
- Summon Night - (2000, PlayStation)
- Summon Night 2 - (2001, PlayStation)
- Summon Night 3 - (2003, PlayStation 2)
- Summon Night: Swordcraft Story - (2003, Game Boy Advance)
- Summon Night: Swordcraft Story 2 - (2004, Game Boy Advance)
- Summon Night Craft Sword Monogatari: Hajimari no Ishi - (2005, Game Boy Advance)
- Summon Night EX-Thesis: Yoake no Tsubasa - (2005, PlayStation 2)
- Summon Night 4 - (2006, PlayStation 2)
- Summon Night: Twin Age - (2007, Nintendo DS)
- Summon Night DS - (2008, Nintendo DS)
- Summon Night 2 DS - (2008, Nintendo DS)
- Summon Night X: Tears Crown - (2009, Nintendo DS)
- Summon Night Gran-These - (2010, PlayStation 2)